# Односкладне речення
Односкладні речення — це такі речення, граматична основа яких має у своєму складі один головний член речення  (підмет або присудок), причому зміст речення залишається зрозумілим і без другого головного члена.

## Види односкладних речень
Залежно від способу вираження та значення головного члена односкладні речення поділяються на два типи:
1. Із головним членом-присудком (Вечоріє. Пахне м'ятою);
2. Із головним членом-підметом (Літо.Море. Краса).

Односкладні речення, як і двоскладні, можуть бути непоширеними (Літо. Погода) і поширеними (Довгоочікуване літо. Чудова погода).
Односкладні речення можуть бути частинами складного речення: Заграй мені мелодію любові, ту, без якої холодно словам. (Л. Костенко).
Розрізняють кілька типів односкладних речень із головним членом-присудком, залежно від того, що цей присудок означає й чим він виражений:
Означено-особові речення
У них головний член вказує на те, що дія виконується або виконуватиметься певним предметом чи особою, він  виражений дієсловом у формі 1-ї або 2-ї особи однини чи множини теперішнього або майбутнього часів дійсного способу (Поїдемо поговорити з лісом… (Л. Костенко); Відмикаю світанок скрипічним ключем. (Л. Костенко)) і дієсловом наказового способу (Зіграй мені осінній плач калини. (Л. Костенко)).
На певну дійову особу (я, ти, ми, ви) в означено-особових реченнях вказують особові закінчення дієслів-присудків (розумію, розумієш, розуміємо, розумієте; зрозумію, зрозумієш, зрозуміємо, зрозумієте; зрозумій, зрозуміймо, зрозумійте).
Означено-особові речення часто виражають різні спонукання до дії — прохання, накази, побажання, заклики:
1. Бережи рідну землю!
2. Любіть травинку і тваринку, і сонце завтрашнього дня… (Л. Костенко).

Узагальнено-особові речення
Присудок виражається дієсловом у формі 2-ї особи однини теперішнього чи майбутнього часу дійсного або наказового способу (рідше — 3-ї особи множини), головний член означає дію, що може стосуватися будь-якої особи в будь-який момент часу. Основне призначення узагальнено-особових речень — образне вираження узагальнених суджень, тому ці  речення вживаються переважно у прислів'ях, приказках, загадках, казках.:
1. Шилом моря не нагрієш.
2. Готуй сани влітку, а воза взимку.
3. На переправі коней не міняють.

#### Неозначено-особовіречення
У них дійова особа виконує дію  неозначено, вся увага зосереджена на дії або на події. Присудок у неозначено-особових реченнях виражається дієсловом у 3-й особі множини теперішнього чи майбутнього часів або у формі множини минулого часу:  
- У газетах детально описують події тижня.

- Задзвонили у Констанці рано в усі дзвони (Т. Шевченко).
- Виступ президента покажуть по телебаченню.     Неозначено-особові речення широко вживаються в науковому стилі: У давнину писали на глиняних табличках, папірусах, пергаменті.

Безособові речення
У них дійова особа граматично не виражається. Головний член у безособових реченнях буває виражений:
- безособовим або особовим, що має безособове значення, дієсловом:

Смеркалося… Огнем кругом запалало (Шевченко).
А на небі зчинилась гуркотнява: кидало колоддям, ламало, трощило (Васильченко).
- дієслівними формами на -но, -то:

Ранено в груди тяжко, а волосся тільки обсмалено порохом (Головко).
- неозначеною формою дієслова або неозначеною формою дієслова у поєднанні з прислівником чи присудковими словами треба, можна, жаль, шкода, слід:

Ніколи не забути шкільних років.↵ Вибрати не можна тільки Батьківщину (Симоненко).
- прислівником (зі зв'язкою або без неї):

У коморі було тихенько, як у вусі (Марко Вовчок).↵ Так тихо, тихо скрізь (Тичина).
- словами нема, немає, не було, не буде, при яких є додаток у родовому відмінку:

Ніде немає літа (Л. Костенко).
Безособові речення часто трапляються в художньому стилі мовлення.
Ще один вид односкладних речень — інфінітивні речення. (Джерело) Інфінітивні речення — односкладне речення з головним членом у формі присудка, який виражений інфінітивом, що не залежить від інших членів речення: Піти, піти без цілі і мети.. Вбирати в себе вітер, і простори, і лан, і небо прозоре (Юрій Клен). 
ЗВЕРНІТЬ УВАГУ!!!
Інфінітивні речення не варто плутати з безособовими зі складеним дієслівним присудком. 
Порівняйте: Не можна смітити (безособове). — Не смітити (інфінітивне).
Присудок може бути виражений у поєднанні з часткою б/би: Відпочити б!
Односкладні речення з головним членом-підметом — це називні речення, в яких стверджується наявність предметів чи явищ. Головний член виражається іменником у називному відмінку (Хвилини. Дні. Роки). При ньому в реченні можуть бути означення і додатки: Пекучий день… Лісів солодка млява… Смуга стежок… Сонливиці левади… (Л. Костенко).
Інколи називні речення можуть починатися вказівними частками ось, он:
Он Говерла. Ось гуцульський край.
Називні речення вимовляються з інтонацією повідомлення. Вони часто вживаються в художньому, публіцистичному та розмовному стилях мовлення.